# Tiro ai Giochi della XXXIII Olimpiade - Trap maschile
La gara di trap maschile ai Giochi della XXXIII Olimpiade di Parigi si è svolta dal 29 al 30 luglio 2024 presso il Centro nazionale di tiro sportivo di Châteauroux. Hanno preso parte alla competizione 30 tiratori in rappresentanza di 24 nazioni.
Il tiratore inglese Nathan Hales si è aggiudicato la medaglia d'oro, vincendo la competizione, mentre il tiratore cinese Qi Ying e il guatemalteco Jean Pierre Brol hanno ottenuto rispettivamente l'argento e il bronzo.

## Record
Prima della competizione, il record del mondo e il record olimpico nella specialità trap maschile erano i seguenti:
| Record qualificazioni | Record qualificazioni | Record qualificazioni      | Record qualificazioni                   |
| --------------------- | --------------------- | -------------------------- | --------------------------------------- |
| Record mondiale       | 125                   | Giovanni Pellielo Italia   | 1º aprile 1994 Nicosia, Cipro           |
| Record olimpico       | 125                   | Michael Diamond Australia  | 6 agosto 2012 Londra, Regno Unito       |
| Record finali         |                       |                            |                                         |
| Record mondiale       | 49                    | Nathan Hales Regno Unito   | 16 luglio 2023 Lonato del Garda, Italia |
| Record olimpico       | 43                    | David Kostelecký Rep. Ceca | 29 luglio 2021 Tokyo, Giappone          |
| Record olimpico       | 43                    | Jiří Lipták Rep. Ceca      | 29 luglio 2021 Tokyo, Giappone          |

## Programma
| Data           | Ora (UTC+2) | Evento         |
| -------------- | ----------- | -------------- |
| 29 luglio 2024 | 09:30       | Qualificazioni |
| 30 luglio 2024 | 09:00       | Qualificazioni |
| 30 luglio 2024 | 15:30       | Finale         |
| Fonte:         |             |                |

## Risultati

### Qualificazioni
| Pos.   | Atleta                  | Nazione         | 1  | 2  | 3  | 4  | 5  | Tot. | SO | Note |
| ------ | ----------------------- | --------------- | -- | -- | -- | -- | -- | ---- | -- | ---- |
| 1      | Qi Ying                 | Cina            | 25 | 23 | 25 | 25 | 25 | 123  | 7  | Q    |
| 2      | Nathan Hales            | Gran Bretagna   | 25 | 24 | 24 | 25 | 25 | 123  | 6  | Q    |
| 3      | James Willett           | Australia       | 25 | 24 | 25 | 24 | 25 | 123  | 1  | Q    |
| 4      | Rickard Levin-Andersson | Svezia          | 25 | 24 | 25 | 24 | 25 | 123  | 0  | Q    |
| 5      | Jean Pierre Brol        | Guatemala       | 24 | 25 | 23 | 25 | 25 | 122  | 14 | Q    |
| 6      | Derrick Mein            | Stati Uniti     | 23 | 24 | 25 | 25 | 25 | 122  | 13 | Q    |
| 7      | Giovanni Cernogoraz     | Croazia         | 23 | 25 | 25 | 24 | 25 | 122  | 10 |      |
| 8      | Yu Haicheng             | Cina            | 25 | 23 | 25 | 25 | 24 | 122  | 6  |      |
| 9      | Mitchell Iles           | Australia       | 24 | 23 | 25 | 25 | 25 | 122  | 3  |      |
| 10     | Driss Haffari           | Marocco         | 23 | 25 | 25 | 25 | 24 | 122  | 2  |      |
| 11     | Owen Robinson           | Nuova Zelanda   | 23 | 25 | 23 | 25 | 25 | 121  |    |      |
| 12     | Yang Kun-pi             | Taipei cinese   | 22 | 25 | 25 | 24 | 25 | 121  |    |      |
| 13     | Mauro De Filippis       | Italia          | 25 | 24 | 23 | 24 | 25 | 121  |    |      |
| 14     | Alberto Fernández       | Spagna          | 23 | 25 | 24 | 25 | 24 | 121  |    |      |
| 15     | Oğuzhan Tüzün           | Turchia         | 25 | 25 | 23 | 24 | 24 | 121  |    |      |
| 16     | Giovanni Pellielo       | Italia          | 24 | 24 | 25 | 25 | 23 | 121  |    |      |
| 17     | Khaled Al-Mudhaf        | Kuwait          | 24 | 25 | 23 | 24 | 24 | 120  |    |      |
| 18     | Jiří Lipták             | Rep. Ceca       | 24 | 21 | 24 | 25 | 25 | 119  |    |      |
| 19     | Sébastien Guerrero      | Uruguay         | 24 | 23 | 23 | 24 | 25 | 119  |    |      |
| 20     | Eduardo Lorenzo         | Rep. Dominicana | 23 | 25 | 25 | 23 | 23 | 119  |    |      |
| 21     | Prithviraj Tondaiman    | India           | 22 | 25 | 21 | 25 | 25 | 118  |    |      |
| 22     | Andrés García           | Spagna          | 22 | 24 | 25 | 23 | 24 | 118  |    |      |
| 23     | Saeed Abu Sharib        | Qatar           | 24 | 22 | 24 | 25 | 23 | 118  |    |      |
| 24     | Mohammad Beyranvand     | Iran            | 23 | 23 | 24 | 22 | 25 | 117  |    |      |
| 25     | Matthew Coward-Holley   | Gran Bretagna   | 24 | 22 | 24 | 23 | 24 | 117  |    |      |
| 26     | Marián Kovačócy         | Slovenia        | 22 | 24 | 24 | 24 | 23 | 117  |    |      |
| 27     | William Hinton          | Stati Uniti     | 22 | 23 | 23 | 24 | 24 | 116  |    |      |
| 28     | Leonel Martínez         | Venezuela       | 23 | 24 | 23 | 23 | 23 | 116  |    |      |
| 29     | Gianluca Chetcuti       | Malta           | 24 | 22 | 23 | 25 | 22 | 116  |    |      |
| 30     | Said Al-Khatri          | Oman            | 23 | 25 | 22 | 21 | 23 | 114  |    |      |
| Fonte: |                         |                 |    |    |    |    |    |      |    |      |

### Finale
| Pos.    | Atleta                  | Nazione       | 1  | 2    | 3    | 4    | 5    | SO | Note            |
| ------- | ----------------------- | ------------- | -- | ---- | ---- | ---- | ---- | -- | --------------- |
| Oro     | Nathan Hales            | Gran Bretagna | 24 | 29   | 33   | 38   | 48   |    | Record olimpico |
| Argento | Qi Ying                 | Cina          | 23 | 28   | 31   | 35   | 44   |    |                 |
| Bronzo  | Jean Pierre Brol        | Guatemala     | 22 | 26   | 31   | 35   | N.D. |    |                 |
| 4       | Rickard Levin-Andersson | Svezia        | 23 | 28   | 30   | N.D. | N.D. |    |                 |
| 5       | Derrick Mein            | Stati Uniti   | 22 | 26   | N.D. | N.D. | N.D. |    |                 |
| 6       | James Willett           | Australia     | 19 | N.D. | N.D. | N.D. | N.D. |    |                 |
| Fonte:  |                         |               |    |      |      |      |      |    |                 |